# Schulbrezel
Die Schulbrezel wird in Teilen Hessens und Schwabens zum Schulanfang gebacken.

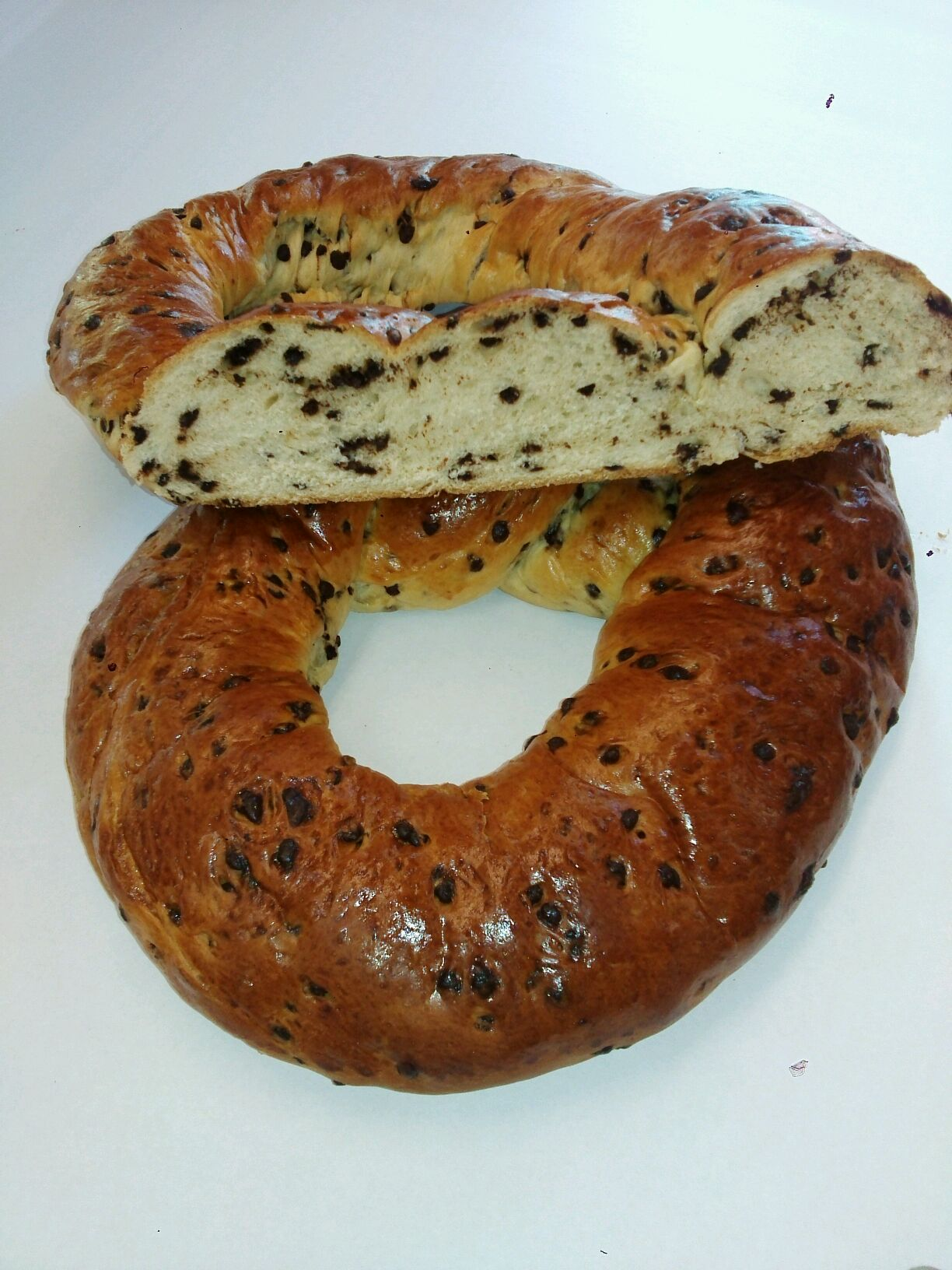
Ca. 1000-g-Schulbrezel mit Schokostückchen im Teig, aufgeschnitten zur Innenansicht

## Brauchtum
Sie wird wie die Palm- oder die Brezel am Martinstag aus süßem Hefeteig gebacken und oft mit Hagelzucker bestreut. In der Regel wird sie zur Einschulung an die Schulanfänger verteilt. Sie hat ein Gewicht von 500 bis 1.000 Gramm und wird gemeinsam mit der Familie verzehrt.
In einigen Orten ist es üblich, die Brezel mit bunten Schleifen und Bändern zu schmücken. So gibt es hier den alten Brauch mit der großen Brezel auf dem Backblech, um den Schulneuling in das Klassenzimmer zu locken.
Früher hat der Lehrer die Brezel, die ihm von den Eltern gereicht wurde, dem Kind an seinen Platz gebracht. Heute liegen die Brezeln schon auf den Schultischen, wenn die Kinder den Raum betreten. Früher hat man für jedes Kind eine Brezel im Gemeindebackhaus selber gebacken. Heute lässt man meist 2 – 3 Brezeln dieser Größe vom Bäcker backen, um auch an Verwandte, Nachbarn und Freunde – dazu zählt auch die Lehrerin – ein Stück austeilen zu können.

### Brauch in Ravensburg
Zum Schülerfest „Rutenfest“ erhalten Schüler im oberschwäbischen Ravensburg eine süße Brezel als „Rutenbrezel“. Brezeln zum Rutenfest wurde erstmals 1930 nach dem Festgottesdienst mit der „Rutenwurst“ ausgeteilt.